# Rhododendron (Oregon)
Rhododendron ist ein Gemeindefreies Gebiet im Clackamas County, Oregon, USA.

## Lage
Es liegt innerhalb des Mount Hood Corridor, zwischen Government Camp und Zigzag an der US Route 26 (auch bekannt als Mount Hood Scenic Byway). Es ist ein Teil des Mount Hood Villages.

## Geschichte
1909 wurde in der Gegend ein Postamt eingerichtet, das nach Henry S. Rowe, einem Bürgermeister von Portland, Oregon, „Rowe“ benannt wurde. Er war an der Entwicklung der landschaftlichen Attraktionen des Staates interessiert. 1917 wurde das Amt in „Zig Zag“ und kurz darauf in „Zigzag“ umbenannt. Der Name wurde später für das Postamt in der heutigen Gemeinde Zigzag wiederverwendet. 1920 wurde das Büro in „Rhododendron“ umbenannt, weil in der Nähe dort viele Rhododendren wuchsen. Die Gemeinde begann als Sommerferienort, wurde aber mit der zunehmenden Beliebtheit des Skifahrens ganzjährig besiedelt.